# Uneasy Rider
Uneasy Rider (auch: Straße der Freuden) ist ein französischer Film aus dem Jahr 2000. Unter der Regie von Jean-Pierre Sinapi spielten Olivier Gourmet und Nadia Kaci die Hauptrollen. Das Drehbuch schrieb Anne-Marie Catois.

## Handlung
An der Nationalstraße 7, in deren Nähe ein Heim für körperbehinderte Menschen liegt, parken, wie Heimbewohner René weiß, die Vans der Prostituierten, die René, an Myopathie im fortgeschrittenen Stadium leidend, nicht mehr aufsuchen kann. Seine Frustration über diesen Zustand lässt er an den anderen Heimbewohnern und dem Personal aus. Erst die neue Pflegerin Julie aber geht auf ihn ein und ist bereit, sich in einen tragikomischen Kampf zu stürzen: Gestaltet sich schon die Suche nach einer Prostituierten als schwierig, die bereit ist, sich Oliviers anzunehmen und deren Fahrzeug überhaupt die nötigen Voraussetzungen aufweist, so ergeben sich weitere Komplikationen, als René auch noch ein Viagrarezept benötigt und im Heim die Frage auftaucht, ob für eine solche Fahrt überhaupt der hauseigene Kleinbus benutzt bzw. wie die Fahrt mit den Kostenträgern abgerechnet werden kann. René, zunächst so unbeliebt, setzt mit seiner Aktion einiges in Bewegung: Auch die anderen Bewohner erwachen nun aus ihrer von außen verwalteten Unselbständigkeit, die Pflegerin Sandrine, die seit Jahren erfolgreich ihr unglückliches Privatleben verborgen hat, erlebt noch einmal eine glückliche Lebensphase, und Julie muss sich zwischen einem unsympathischen, aber gesellschaftlich anerkannten Mediziner und einem menschlich viel höher stehenden Techniker entscheiden.

## Hintergründe
Im Abspann des Filmes werden die „Originale“ gezeigt: Oliviers Geschichte ist eine Reminiszenz an René Amistadi, einen verstorbenen Freund des Regisseurs Sinapi; Julies Urbild ist Sinapis Schwester, die in einem entsprechenden Heim bei Toulon arbeitet und ihren Bruder zu diesem Film angeregt hat. Der Film wurde an entsprechenden Originalschauplätzen gedreht und hat zum Teil beinahe den Charakter eines Dokumentarfilms. In Nebenrollen und als Statisten sind die Bewohner des Heims zu sehen; die Hauptrollen wurden aber von Schauspielern übernommen.

## Kritiken
„Die durch den Einsatz digitaler Videokameras geschickt die Balance zwischen Dokumentarspiel und Komödie haltende Inszenierung versagt sich jeden mitleidigen Blick auf die sexuellen Nöte ihrer Protagonisten und findet dank überzeugender Akteure zur poetisch überhöhten Darstellung eines oft verleugneten Tabu-Themas.“

## Auszeichnungen
Bei den Internationalen Filmfestspielen in Berlin 2000 erhielt Uneasy Rider den Panorama-Publikumspreis.